# Creaca
Creaca es una comuna ubicada en el distrito de Sălaj, Rumania.

## Superficie
Posee una superficie de 74,16 kilómetros cuadrados.

## Demografía
Hasta 2021 la población era de 2890 habitantes, con una densidad de población de 38,97 habitantes por kilómetro cuadrado.